# Łuków
Łuków is een stad in het Poolse woiwodschap Lublin, gelegen in de powiat Łukowski. De oppervlakte bedraagt 35,75 km², het inwonertal 30.727 (2005).

## Verkeer en vervoer
- Station Łuków
- Station Łuków Łapiguz

## Geboren
- Cezary Kucharski (1972), voetballer